# 常平南站
常平南站是广惠城际铁路的地下车站，位于中国广东省东莞市常平镇常平大道，于2017年12月28日启用。

## 车站结构

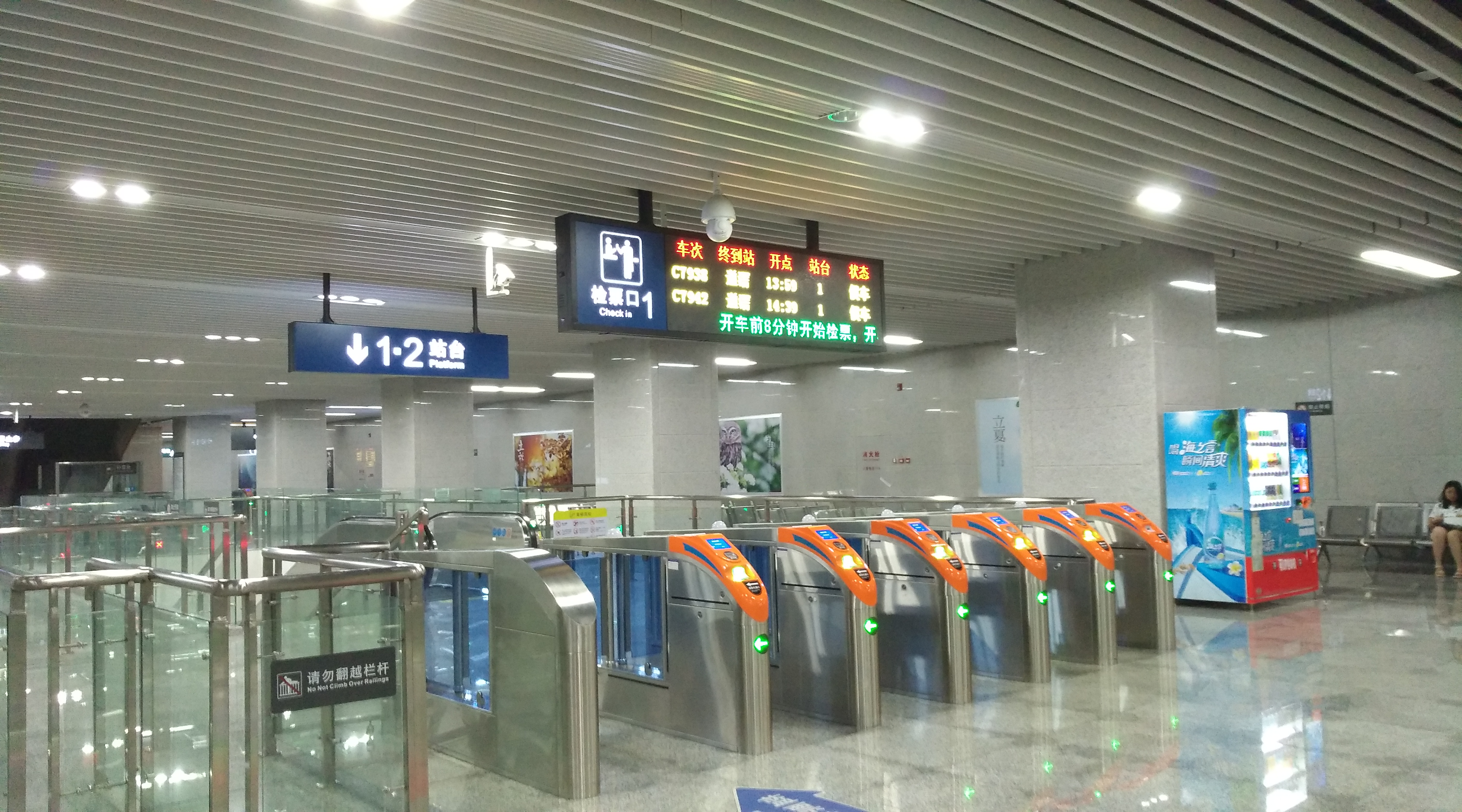
站厅检票口

### 车站楼层
常平南站为地下三层岛式车站。地下一层为设备层，地下二层为站厅，地下三层为站台。
| 地下一层 | 设备层   | 车站设备                            |  |  |
| 地下二层 | 站厅     | 售票处、候车区、进站口、出站口      |  |  |
| 地下三层 | 2站台    | 广惠城际 小金口方向（下站：常平东） |  |  |
|          | 岛式站台 |                                     |  |  |
|          | 1站台    | 广惠城际 番禺方向（下站：大朗鎮）   |  |  |

### 出入口
本站规划有四个出入口，但目前仅对外开放A、D出入口。B口已建成但未开放，而尚未动工的C口预留作连接未来的东莞轨道交通新线车站。此外，A口旁设有连接翔龙天地广场的通道，但因后者消防安全不合要求，现时暂时关闭。
|                                           |              |      |          |                                                                                  |
| 編號                                      | 设施         | 图像 | 出口指示 | 建議前往的目的地                                                                 |
| A                                         | 扶手电梯标志 |      | 常平大道 | 常平站、暨南大学附属第六医院（东莞市东部中心医院）、常平南城轨站公交站（东北行） |
| D                                         | 扶手电梯标志 |      | 常平大道 | 常平第一小学、常平南城轨站公交站（西南行）                                       |
| 註： 設有 \| 設有 \| 設有 \| 設有扶手電梯 |              |      |          |                                                                                  |

## 历史
本站在规划和建设阶段名为常平站，原为高架车站。2010年铁道部介入珠三角城际铁路建设后，重新设计本线方案；最终在东莞市及沿线镇街的建议下，为避免对城镇规划的切割，东莞市区及寮步、常平段由高架改为地下，本站因此调整为地下站，并东移约1km至现址处:87,92-97。然而由于常平地质条件不佳，莞惠城际常平段建设时出现过多次坍塌事故，致使本站工期受到影响。
为避免与同名国铁车站重名，本站于2015年末定名为常平南站。2017年12月28日，本站随莞惠城际道滘至常平南段开通而启用。车站开通时由广铁集团运营，2024年1月23日起交由广东城际运营。

## 接驳交通
本站设有配套的常平南城轨站公交站，供乘客接驳。
此外，京九铁路常平站位于本站北侧，惟两站直线距离约1.3公里，换乘便捷性不及下一站常平东/东莞东，故运营方未将本站标注为与国铁的换乘站。而规划中的东莞轨道交通3号线计划在本站附近设站，本站已预留接入换乘通道的条件。
| 公交 \| 编号 \| 编号 \| 线路 \| 线路 \| 线路 \| 收费 \| 备注 \| \| ---- \| ---- \| ------------------ \| ---- \| -------------- \| ---- \| ---------------- \| \| \| 385 \| 长盛公园公交枢纽站 \| ⇆ \| 新马莲市场 \| 2元 \| 原 大朗5、大朗10 \| \| \| 502 \| 大朗城轨站 \| ⇆ \| 建升科技园 \| 2元 \| 原 东坑4 \| \| \| 709 \| 东莞东火车站 \| ⇆ \| 长安霄边首末站 \| 3元 \| 原 818 \| \| \| 722 \| 常平隐贤山庄 \| ↺ \| 松山湖车站 \| 2元 \| 原 L3 \| \| \| 730 \| 常平车站 \| ↻ \| 黄江物流园 \| 2元 \| 原 常平7 \| |      |                    |      |                |      |                  |
| 编号 | 编号 | 线路               | 线路 | 线路           | 收费 | 备注             |
| | 385  | 长盛公园公交枢纽站 | ⇆    | 新马莲市场     | 2元  | 原 大朗5、大朗10 |
| | 502  | 大朗城轨站         | ⇆    | 建升科技园     | 2元  | 原 东坑4         |
| | 709  | 东莞东火车站       | ⇆    | 长安霄边首末站 | 3元  | 原 818           |
| | 722  | 常平隐贤山庄       | ↺    | 松山湖车站     | 2元  | 原 L3            |
| | 730  | 常平车站           | ↻    | 黄江物流园     | 2元  | 原 常平7         |